# Hotel Preußischer Hof (Berlin)

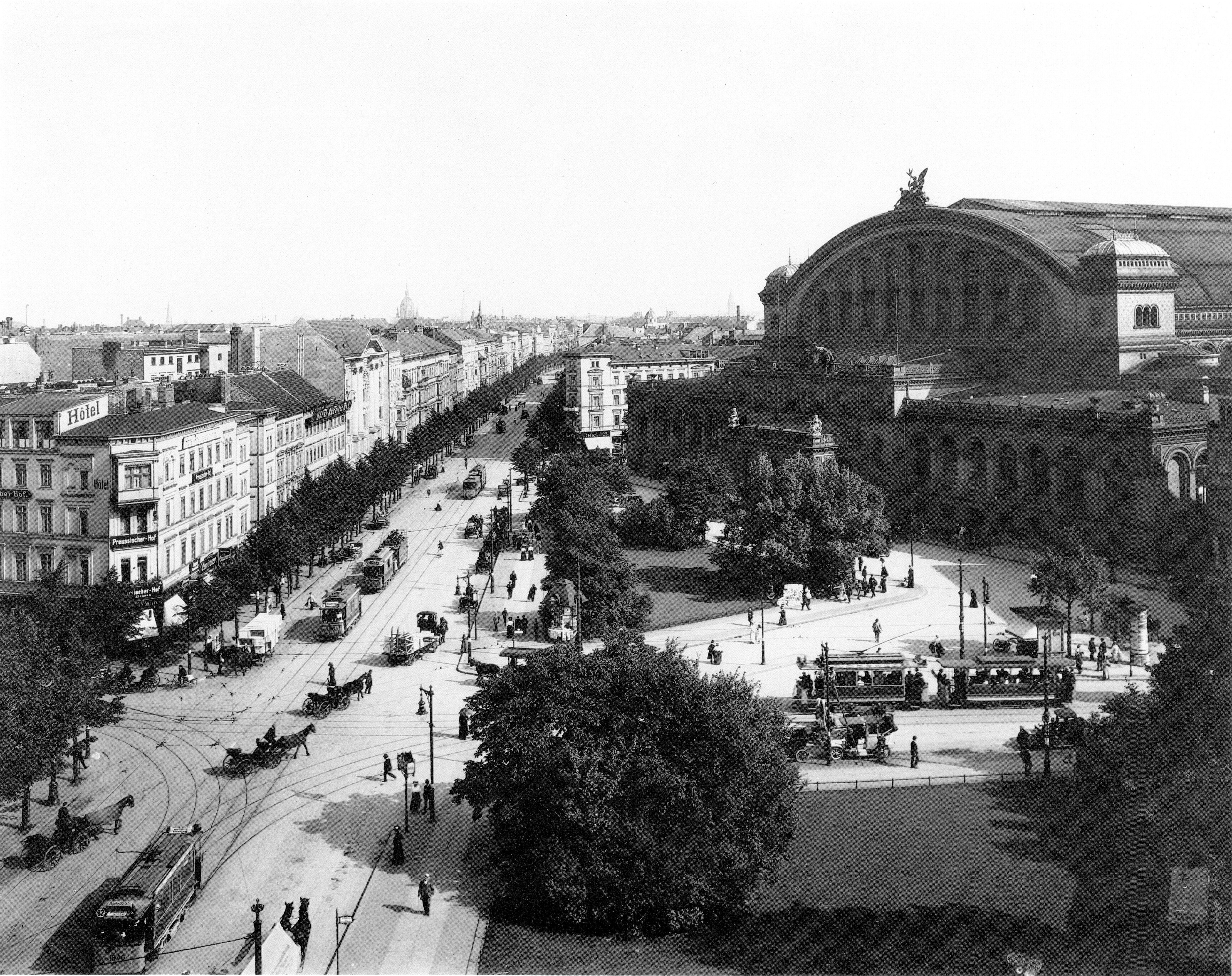
Blick auf den Askanischen Platz mit dem Anhalter Bahnhof, rechts, und dem Hotel Preußischer Hof, Eckhaus links (Foto von Waldemar Titzenthaler, 1910).

Das Hotel Preußischer Hof lag direkt gegenüber dem Haupteingang des Anhalter Bahnhofs.

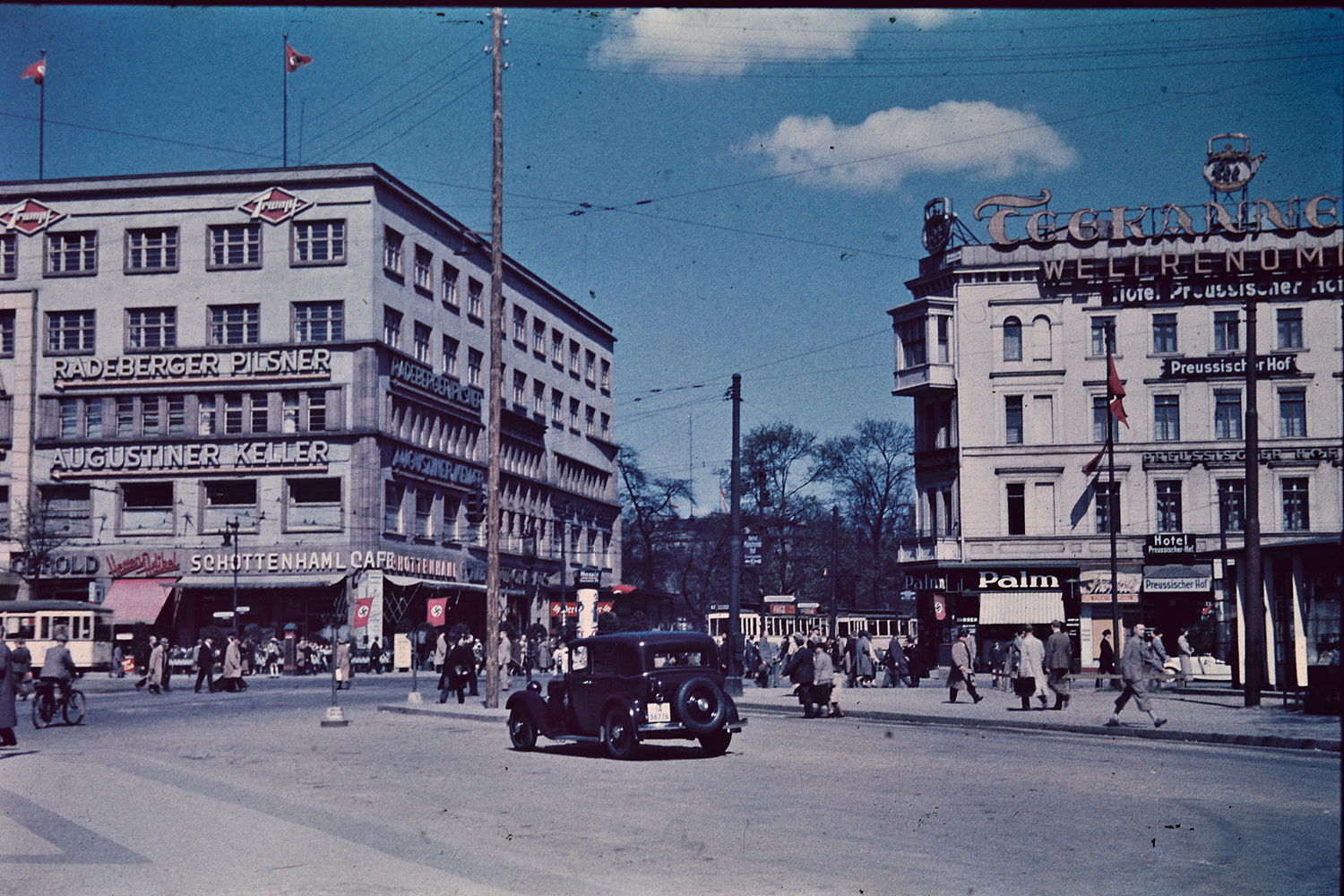
Blick über den Askanischen Platz zum Hotel und dem Europahaus, 1937

Anzeige des Hotels Preußischer Hof im Berliner Adressbuch von 1887.

Das Hotel Preußischer Hof war zunächst in den Häusern Königgrätzer Straße 114 und 115 untergebracht.

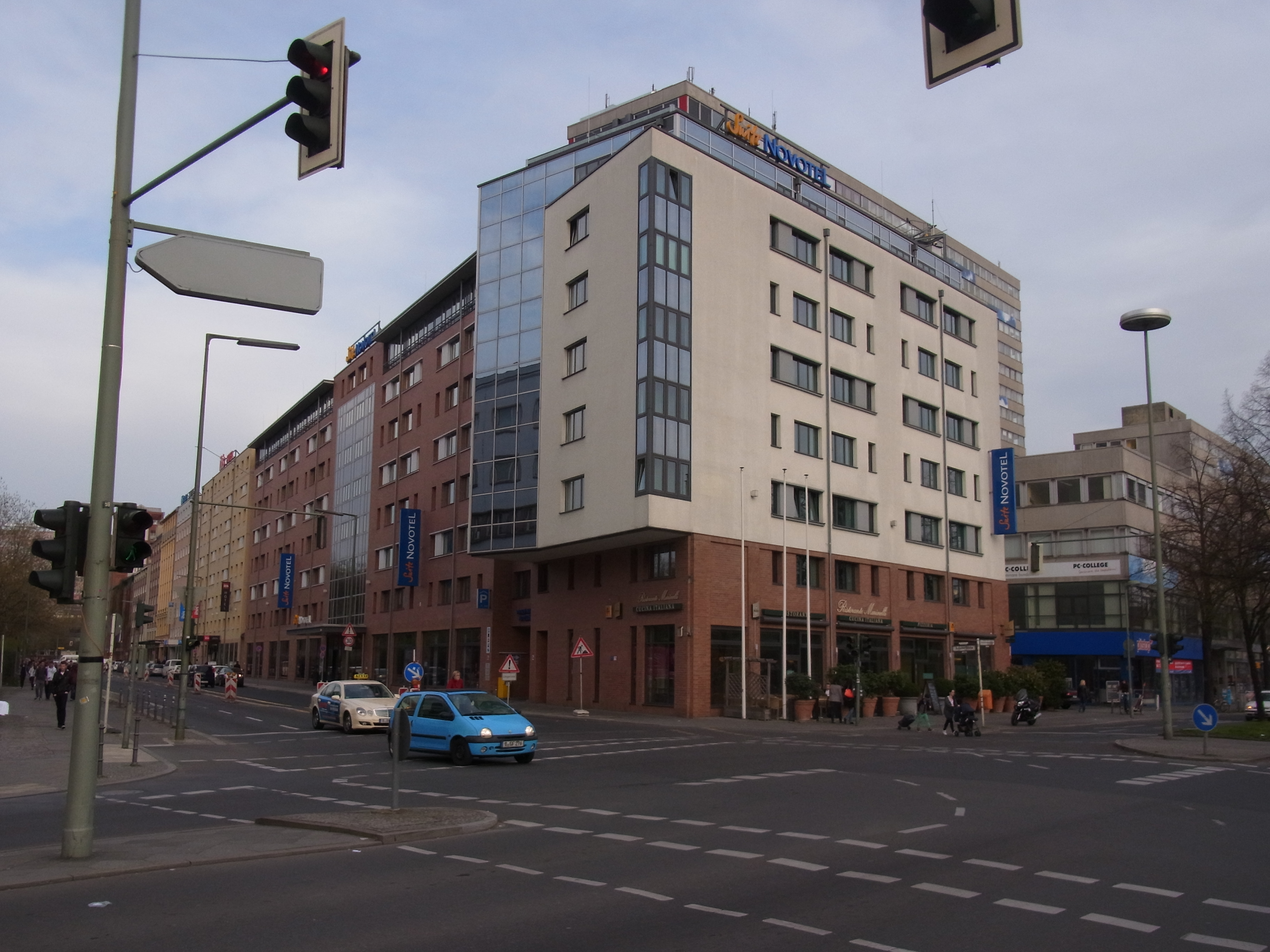
Blick auf den Standort des ehemaligen Hotels Preußischer Hof. (Foto: 2014.)

Das Hotel Preußischer Hof (geschrieben auch: Preussischer Hof) war in der wilhelminischen Epoche und zu Beginn der Weimarer Republik ein Mittelklassehotel am Anhalter Bahnhof in Berlin.

## Ein Standort in rasanter Entwicklung
Die Gegend zwischen dem Potsdamer und dem Anhalter Bahnhof, der seit 1841 bestand und 1880 beträchtlich erweitert worden war, erfuhr zu Beginn der 1880er Jahre eine rasante Entwicklung, die durch die Einrichtung neuer Straßenverbindungen sowie zahlreiche Neubauten (Museen, Hotels, Privatbauten und Behörden) gekennzeichnet war. Seit 1881 befand sich das Berliner Kunstgewerbemuseum in der verlängerten Zimmerstraße (heute: Niederkirchnerstraße). Seit 1886 öffnete das Ethnologische Museum direkt benachbart dem Publikum seine Tore.

## Hotel Preußischer Hof
Das Hotel Preußischer Hof wurde 1887 in der Königgrätzer Straße (heute: Stresemannstraße) direkt gegenüber dem Haupteingang des damaligen Anhalter Bahnhofs mit Blick auf den Askanischen Platz, der dem Bahnhof vorgelagert war (s. Foto), zunächst in dem Gebäude Königgrätzer Straße Nr. 115 eröffnet. Besitzer des Hotels war von 1887 bis 1922 Fritz Natho.
Da sich das Hotel günstig entwickelte, musste Fritz Natho noch vor 1898 (vgl. Foto) auch das Nachbarhaus Königgrätzer Straße 114 anmieten, so dass sich das Hotel über die zwei benachbarten, in ihrer Höhe ungleichen Gebäude erstreckte. Das über der Fuge zwischen den beiden Häusern angebrachte Hotelschild versuchte, beide Gebäude optisch zu einer Einheit zusammenzufassen.

## Umzug in die Königgrätzer Straße 117a
Als sich die Gelegenheit bot, das größere Eckhaus Königgrätzer Straße/Anhaltstraße anzumieten, erfolgte 1903 der Umzug des Hotels in dieses Haus. Die Adresse des Hotels war nun Königgrätzer Straße 117a/Anhaltstraße 2. In die beiden Häuser Königgrätzer Straße 114 und 115, in denen bisher der Preußische Hof seine Gäste empfangen hatte, zog nun das Hotel Anhalter Hof (Inhaber: Franz Lehmann) ein. Diese Situation zeigt auch das bekannte Foto des Anhalter Bahnhofs von Waldemar Titzenthaler.
1904 verfügte das Hotel Preußischer Hof an seinem neuen Standort über 45 Zimmer sowie (Etagen-)Bäder und elektrisches Licht. Das Hotel warb mit seiner Nähe zum Anhalter und Potsdamer Bahnhof und seinen „komfortablen Zimmern“. Es verfügte weiterhin auch über ein Restaurant im Erdgeschoss des Hauses. Dem traditionellen Namen Preußischer Hof fügte der Besitzer von 1905 an den Zusatz „Hôtel de Prusse“ hinzu, vermutlich, um auch internationale Gäste anzulocken.
Das Hotel Preußischer Hof überstand die für alle Berliner Hotels schwierige Zeit des Ersten Weltkrieges, musste jedoch 1926 seinen Betrieb in der Königgrätzer Straße 117a einstellen. Letzter Besitzer des Hotels war (von 1923 bis 1926) Hugo Welke.

## Das zweite Hotel Preußischer Hof
1933 wurde an der Adresse Stresemannstraße 88 (nur einige Häuser Richtung Nordwesten vom alten Standort entfernt) wiederum ein Hotel mit dem Namen „Preußischer Hof“ neu eröffnet. Der Besitzer dieses Hotels war B. Ulbricht. Soweit erkennbar hatte das neue Hotel betriebswirtschaftlich mit dem alten Hotel Preußischer Hof an der Adresse Königgrätzer Straße 117a nichts zu tun. Die Neugründung benutzte lediglich den offensichtlich gut eingeführten Namen des älteren Hotels, um dessen Kunden anzuziehen. Dieses zweite Hotel mit dem Namen Preußischer Hof bestand die 1930er Jahre hindurch bis in den Zweiten Weltkrieg hinein, noch 1943 wird es in der Hotelliste des Berliner Adressbuchs erwähnt. Beide Hotelgebäude (Stresemannstraße 88 und Königgrätzer Straße 117a/Anhalter Str. 2) wurden durch die Flächenbombardements der Alliierten gegen Ende des Zweiten Weltkriegs zerstört.

## Die heutige Nutzung des Standorts
Heute befinden sich an dem Standort des früheren Hotels Preußischer Hof in der Anhalter Straße 2 ein modernes Hotel und ein italienisches Restaurant.